# Justizvollzugsanstalt Dortmund
Die Justizvollzugsanstalt (JVA) Dortmund, im Volksmund aufgrund des Standorts an der Lübecker Straße auch Lübecker Hof genannt, ist eine Justizvollzugsanstalt in Dortmund. Die JVA befindet sich im Stadtbezirk Innenstadt-Ost in unmittelbarer Nähe des Dortmunder Amts- und Landgerichts.

## Geschichte

### Kaiserzeit und Weimarer Republik
1898 wurde der Bau eines Gefängnisses in Dortmund beschlossen. Der Bau der Anlage dauerte bis 1902 und im Dezember eröffnet. Sie diente zunächst ausschließlich als Untersuchungshaftanstalt.
Zu Beginn der Ruhrbesetzung im Januar 1923 wurde die Haftanstalt von den französischen Behörden requiriert und bis Oktober 1924 zur Inhaftierung politischer Gefangener und/oder Widerständler verwendet.
1950 wurde die Anlage mit einem Anbau und weiteren 70 Haftplätzen erweitert, nachdem durch Luftangriffe die dort befindliche Wäscherei zerstört wurde.

### Zentrale Hinrichtungsstätte in der NS-Zeit
Ab 1942 waren ausländische Nacht-und-Nebel-Gefangene im Untersuchungsgefängnis Dortmund inhaftiert. Ehemalige Insassen berichteten von schlechten Lebensbedingungen und Misshandlungen.
1943 wurde in der Justizvollzugsanstalt auf Initiative des Gerichtspräsidenten des Oberlandesgerichtes Ernst Eckardt ein eigenes Fallbeil als zentral gelegene regionale Hinrichtungsstätte errichtet. Mehr als 300 Menschen wurden hingerichtet, darunter 85 der Nacht-und-Nebel-Gefangenen wie Jozef Raskin und Pierre Carpentier, französischer Priester und Mitglied des Pat-O’Leary-Netzwerkes der Résistance.
Ein weiteres Opfer war die 19-jährige Ilse Mitze, welche 1944 unter Vorsitz von Ernst Eckhardt zum Tode verurteilt wurde, weil sie bei Aufräumarbeiten nach einem Luftangriff einige Schlüpfer, Hemden und Strümpfe ihrer Arbeitgeberin gestohlen hatte. Ilse Mitze wurde am 12. Mai 1944 im Dortmunder Untersuchungsgefängnis mit dem Fallbeil enthauptet.
Im September 1944 wurden Bielefelder Arbeiter und Gewerkschafter hingerichtet: Otto Appelfelder, Paul Brockmann, Otto Giesselmann, Gustav Höcker, Hermann Kleinewächter, Gustav Koch, Gustav Milse, Bernhard Putjenter, Rudolf Sauer, Hermann Wörmann, Friedrich Wolgast, Bernhard Zawacki und Heiko Ploeger der Dürkopp-Adler-Werke und der Benteler-Werke.
Weitere Opfer waren Deserteure der Wehrmacht wie der 18-jährige Oskar Aschoff. Dieser hatte aus Angst vor einem Militärgericht versucht, in die Niederlande zu fliehen, wurde allerdings von Feldjägern aufgegriffen und in Bielefeld zum Tode verurteilt. Das Urteil wurde am 2. Mai 1944 mit dem Fallbeil vollstreckt.
Am 5. Januar 1945 erfolgte die letzte Hinrichtung mit der Dortmunder Guillotine. Das Richtgerät wurde nach der Befreiung der Stadt am 13. April 1945 unbrauchbar gemacht. Die amerikanischen Besatzer entließen die Inhaftierten. Zum 19. April 1945 wurde der gesamte Betrieb eingestellt.

### Nachkriegszeit
Schon zum Abend des 30. April 1945 wurde der Betrieb in der Anstalt wieder aufgenommen. Am 30. Juli 1945 erteilte die britische Militärregierung den Auftrag, in Dortmund erneut eine Hinrichtungsstätte einzurichten. Ein verwendbares Gerät in Wolfenbüttel wurde nachgebaut und am 15. Dezember 1945 in Betrieb genommen. An dieser zweiten Guillotine Dortmunds wurde an ca. 50 Menschen die Todesstrafe vollstreckt, zumeist Urteile der britischen Militärgerichtsbarkeit. Am 13. März 1948 wurde das letzte Todesurteil mit dem Fallbeil vollstreckt. Die Guillotine der JVA Mainz wurde nach Vorlage des Dortmunder Gerätes hergestellt, blieb aber unbenutzt. Justizminister Amelunxen (NRW) ordnete am 25. November 1950 die Demontage und Zerstörung des Dortmunder Fallbeils an. 1952 erfolgte der Abtransport.
Zwischen 1970 und 1972 wurden ein Teil des alten Zuchthauses abgerissen und ein neues Wirtschaftsgebäude errichtet. 1980 erfolgte ein weiterer Anbau. An der Hamburger Straße entstanden weitere 73 Haftplätze und eine unterirdische Sporthalle.
1989 wurde an der Gefängnismauer eine Gedenkplatte für die Opfer der NS-Justiz angebracht.

## Belegung
Die JVA verfügt über eine Belegungsfähigkeit von 404 Gefangenen, in der Vergangenheit war sie allerdings zum Teil stark überbelegt. Etwa die Hälfte der Gefangenen befindet sich in Untersuchungshaft, die andere Hälfte verbüßt eine Freiheitsstrafe.

## Aktuelle Entwicklungen
Um die Jahrtausendwende hat es konkrete Überlegungen zum Neubau der Anstalt gegeben. Geplant war, die JVA Dortmund mit der JVA Hagen zusammenzulegen und im Norden der Stadt Hagen eine gemeinsame Anstalt zu errichten. Die Pläne sind nicht realisiert worden, beide Anstalten existieren für sich weiter.
Im Februar 2017 wurde im Historischen Rathaus der Stadt Münster die Gefangenenbibliothek der JVA Dortmund als „Gefangenenbücherei des Jahres 2016“ ausgezeichnet. Dem war ein bundesweiter Preiswettbewerb vom Förderverein für Gefangenenbüchereien e. V. vorausgegangen; es war die erste Preisvergabe  durch den Verein.
2019 hat sich die Anstalt aktiv am Evangelischen Kirchentag beteiligt. Aus diesem Anlass wurden zwei großformatigen Wandmalereien auf der Außenfassade der Anstalt angefertigt. Zum einen hat der italienische Künstler Vesod die aus dem Johannesevangelium stammende Geschichte vom ungläubigen Apostel Thomas auf seine Art interpretiert. Vesod bezieht sich dabei auf ein ikonenhaftes Gemälde von Caravaggio aus dem 16. Jahrhundert.
Ein weiteres Gemälde befindet sich auf der rückwärtigen Seite des Gebäudes, gefertigt von den deutschen Künstlern Noah Kauertz und Oliver Hollatz. Auf diesem Bild, das ein wenig an den amerikanischen Künstler Edward Hopper erinnert, sitzt ein junger Mann mit abgewandtem Gesicht und einem Blatt Papier in seiner Hand. Offensichtlich – so der Eindruck – hat er eine schlechte Nachricht erhalten. Beide Bilder sind angebracht auf zuvor eher unansehnlichen kahlen Fassaden der JVA.
Die Dortmunder JVA war Schauplatz des ARD-Tatort „Tollwut“. Thematisiert wird ein Tollwutausbruch innerhalb der Mauern der JVA. Gedreht wurde jedoch in einer ehemaligen Haftanstalt in Magdeburg.
Ende Oktober 2018 gab es ein Treffen von französischen Pfadfindern aus Abbeville und Dortmunder Pfadfindern, um an das Schicksal von Abbe Pierre Carpentier und anderer Opfer der Dortmunder Guillotine zu erinnern.

## Zuständigkeit
Die JVA Dortmund ist zuständig für den Vollzug von Freiheitsstrafe an erwachsenen Männern im geschlossenen Vollzug. Freiheitsstrafen von drei Monaten bis einschließlich 18 Monaten werden im Erst- und im Regelvollzug vollstreckt. Die Vollstreckungszuständigkeit bei Ausländern beträgt bis zu 48 Monate Freiheitsstrafe. Darüber hinaus ist die Anstalt zuständig für die Vollstreckung von Untersuchungshaft, Auslieferungs- und Durchlieferungshaft an Erwachsenen sowie für die Vollstreckung von Strafarrest.
Die Zuständigkeiten der Justizvollzugsanstalten in Nordrhein-Westfalen sind im Vollstreckungsplan des Landes NRW geregelt (AV d. JM v. 16. September 2003 – 4431 – IV B. 28 -).